# Militello Rosmarino
Militello Rosmarino – miejscowość i gmina we Włoszech, w regionie Sycylia, w prowincji Mesyna.
Według danych na rok 2004 gminę zamieszkiwało 1436 osób, 49,5 os./km².